# Gerard den Hertog
Gerard Cornelis den Hertog (Mijdrecht, 25 augustus 1949) is een Nederlands theoloog en emeritus hoogleraar aan de Theologische Universiteit Apeldoorn.

## Biografie
Den Hertog, die opgroeide in een predikantsgezin, is sinds 1974 christelijk gereformeerd predikant. Van 1974 tot 1980 was hij predikant te Kornhorn en van 1980 tot 2001 te Leiden. Hij promoveerde in 1989 cum laude aan de Theologische Universiteit Kampen (Oudestraat) op het proefschrift Bevrijdende kennis over "de leer van de onvrije wil" in de theologie van Hans Joachim Iwand. Hij huwde met de dochter van de Apeldoornse professor kerkgeschiedenis Willem van 't Spijker. Uit hun huwelijk werden vier kinderen geboren, van wie er drie in Apeldoorn studeerden en predikant werden.
In 2001 werd hij benoemd tot hoogleraar ethiek, apologetiek en evangelistiek en de inleiding in de theologie aan de Theologische Universiteit Apeldoorn. In 2007 werd, vooruitgrijpend op het vertrek van Hans Maris, zijn leeropdracht gewijzigd in dogmatiek en ethiek. Op 1 februari 2017 ging hij met emeritaat, zijn afscheidscollege hield hij op 10 februari 2017 onder de titel De eerste ethiek van de Reformatie. Enkele gedachten over en naar aanleiding van Luthers 'Sermon von den guten Werken'. Hierbij werd hij benoemd tot officier in de Orde van Oranje-Nassau.

## Publicaties (selectie)
- Hoop die leven doet. Over de samenhang van eschatologie en ethiek (inaugurele rede, 8 februari 2002)
- D. Bonhoeffer, Aanzetten voor een ethiek. Samengesteld, vertaald en ingeleid door Gerard den Hertog en Wilken Veen, Zoetermeer 2012.
- ‘Niet alleen de antwoorden, maar ook de vragen. Hans Joachim Iwands hermeneutische omgang met de theologie van Luther’, Theologia Reformata 54 (2011) 44-63.
- ‘Klemmend pleidooi voor de vernieuwing van de geest van Europa. Focusbespreking van H.W. de Knijff, Tegenwoordigheid van geest als Europese uitdaging. Over secularisatie, wetenschap en christelijk geloof, Zoetermeer 2013’, Theologia Reformata 56 (2013), 262-269.
- ‘The Heidelberg Catechism and the Art of Dying and Living’, in: A. Huijgen (ed.), The Spirituality of the Heidelberg Catechism, Papers of the International Conference on the Heidelberg Catechism Held in Apeldoorn 2013 (Göttingen: VandenHoeck & Ruprecht, 2015), 194-205.
- Bonhoeffer voor leken. Getuige van een kostbaar evangelie (Vuurbaak, 2015).
- De kracht blijkt pas in zwakheid. Dietrich Bonhoeffers reactie op het ontmythologiseringsprogramma van Rudolf Bultmann, Apeldoornse Studies 66 (Apeldoorn: TUA, 2016).
- Dietrich Bonhoeffer. Schepping en val (Kokboekencentrum, 2020).